# Louis Arlette
Louis Arlette est un auteur-compositeur-interprète, ingénieur du son et producteur français.

## Parcours
Louis Arlette collabore avec le groupe Air depuis 2007 . 
Louis a collaboré également avec des artistes comme Jean-Paul Goude, Carla Bruni, Cat Power, Charles Berling, Colin Greenwood du groupe Radiohead ,. (Il participe au concert  Velvet Underground Revisited en 2011 à la Cité de la Musique  aux côtés de Nigel Godrich, Colin Greenwood, les Hot Rats, Nicolas Godin.) 
Il a créé son propre studio d’enregistrement le Bruit Blanc . 
En 2018 Louis sort son premier album officiel solo, "Sourire Carnivore" ,,,,. (Wagram Music, One Hot Minute.)
En 2019 sort son deuxième album, "Des Ruines et des Poèmes" (Le Bruit Blanc, Differ-Ant) réalisé par Philippe Paradis (musicien) (ayant précédemment réalisé des albums de Zazie, Christophe (chanteur), Hubert-Félix Thiéfaine).
Son troisième album, "Arbre de vie" sort en mars 2021, (Le Bruit Blanc, Kuroneko) réalisé par Dimitri Tokovoï (Placebo) et Alan Moulder (Nine Inch Nails, Smashing pumpkins),.

## Discographie
- 2018 - Sourire carnivore
- 2019 - Des Ruines et des Poèmes
- 2021 - Arbre de vie